# Ferdinand de Lesseps

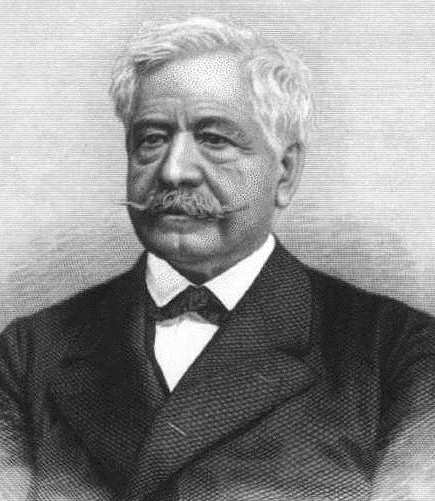
Ferdinand de Lesseps

Ferdinand de Lesseps (Versailles, 19 november 1805 – La Chênaie, 7 december 1894) was een Franse ingenieur, financier en diplomaat. Vanaf 1828 was hij consul te Caïro, Rotterdam, Málaga en Barcelona, en consul-generaal te Madrid. In 1884 werd Lesseps verkozen tot lid van de Académie française. De naam Ferdinand de Lesseps is onlosmakelijk verbonden met het Suezkanaal, dat hij initieerde.

## Achtergrond
Zijn familie was afkomstig uit Schotland, en vestigde zich in de veertiende eeuw in Bayonne, toen deze regio door de Engelsen was bezet. Koning Lodewijk XVI verleende zijn oom de grafelijke titel, en Napoleon I deed hetzelfde bij zijn vader. 
Zijn eerste jaren verbleef hij in Italië, waar zijn vader in het consulaat werkte. Hij volgde lessen in Parijs. Van zijn 18e tot 20e jaar werkte hij als magistraat in het leger. Van 1825 tot 1827 was hij assistent-viceconsul in Lissabon.

## Suezkanaal
Hij bedacht het Suezkanaal tijdens zijn verblijf in Egypte in 1854, en beschreef in 1856 in Percement de l'isthme de Suez de haalbaarheid van zijn plan en de voordelen van een kanaal tussen de Rode Zee en de Middellandse Zee. De onderkoning van Egypte (Kedive) liet dit plan beoordelen door de Internationale Commissie voor de doorgraving van de landengte van Suez onder voorzitterschap van de Nederlander Frederik Willem Conrad Jr. Lesseps kreeg het geld voor zijn onderneming bij elkaar, en in 1859 begon onder zijn leiding de aanleg van het kanaal. Op 15 augustus 1869 was het werk gereed. Het Suezkanaal was economisch een groot succes. In de periode 1855 tot december 1894 was Lesseps president van de Suez Canal Company.
Met groot vooruitgangsoptimisme gebruikte hij zijn morele krediet en invloed voor andere reusachtige kanaalprojecten. Zo werd hij in 1879 voorzitter van de Franse vennootschap achter het Panamakanaal en steunde hij in 1882 het plan van Élie Roudaire om een binnenzee in de Sahara te maken. 

## Panamakanaal
De werken aan het Panamakanaal, dat Lesseps op zeeniveau wilde creëren, mislukten. In 1888 ging het bedrijf dat de verbinding tussen de Stille Oceaan en de Atlantische Oceaan moest aanleggen, failliet. Tussen de tien- en twintigduizend arbeiders kwamen om het leven door malaria, gele koorts en andere ziekten en in 1898 werd het project stopgezet. Uiteindelijk namen de Amerikanen in 1903 het project over van de Fransen. Pas in 1920 zouden de eerste schepen door het Panamakanaal varen.

## Trivia
- Zijn naam wordt vaak weergegeven als Ferdinand Marie de Lesseps. In het geboorteregister wordt echter geen voornaam 'Marie' vermeld.[2]
- De Utrechtse wijk Zuilen kent een De Lessepsstraat. Bovendien is het wijkje eromheen, waarin alle straten naar bekende uitvinders zijn genoemd, naar deze straat genoemd: de De Lessepsbuurt. De oudere inwoners van Zuilen duiden deze buurt aan met 'De Oude Bouw'; het is namelijk de eerste bouw die gerealiseerd werd door woningbouwvereniging Zuilen.
- In Barcelona heeft lijn 3 een metrostation Lesseps, dat ligt aan het Plaça de Lesseps.
- In 1956 hield president Nasser van Egypte een toespraak op de radio. Zijn troepen waren geïnstrueerd om het Suezkanaal te bezetten als hij de naam van Ferdinand de Lesseps zou noemen. De bezetting leidde tot de Suezcrisis.